# We Are What We Are
We Are What We Are ist ein US-amerikanischer Horrorfilm von Jim Mickle aus dem Jahr 2013. Es handelt sich dabei um ein Remake des mexikanischen Horrorfilms Wir sind was wir sind von Jorge Michel Grau aus dem Jahr 2010.

## Handlung
Die Parkers sind eine tiefreligiöse Familie, die zurückgezogen in den Catskill Mountains in der Nähe eines Gebirgsflusses wohnen und dort einen schlecht gehenden Campingplatz betreibt. Sie begehen eine Zeit des rituellen Fastens. Währenddessen wird die Gegend von sintflutartigen Regenfällen heimgesucht. Bei einer Besorgungstour beginnt Emma Parker, die Mutter der Familie, aus dem Mund zu bluten, verliert das Bewusstsein und ertrinkt in einer tiefen Pfütze. Die Familie, bestehend aus dem Vater Frank Parker, einem Uhrmacher, seinen beiden Töchtern Rose und Iris sowie dem jüngsten Sohn Rory hält weiter an ihren Riten fest. Doc Borrows, der eine Autopsie an der Leiche vornimmt, findet Anzeichen für die Parkinson-Krankheit.
Mit der Zeit wird klar, dass die Familie einmal im Jahr Menschenfleisch verzehrt. Der Ritus entstammt der Vorgeschichte der Familie. Während des Sezessionskrieges war die Familie isoliert und litt unter Hunger. Als einer ihrer Angehörigen starb, verzehrten sie ihn, um am Leben zu bleiben. Daraus erwuchs ihre makabere Tradition, die sie seit Generationen pflegt. Neben der Bibel dient das Familientagebuch als Wegweiser durch die Fastenzeit. Rose soll als älteste Tochter die Tradition aufrechterhalten und das Fleisch für das Fastenbrechen vorbereiten. Der Vater hat eine junge Frau gekidnappt, die Rory und Iris gemeinschaftlich töten, um sie im Anschluss zu schlachten und zuzubereiten.
In der Zwischenzeit findet Doc Borrows, der seit einem Jahr seine vermisste Tochter sucht, einen scheinbar menschlichen Knochen im Fluss. Während der Sheriff den Fall abwiegelt, kann er Deputy Anders überzeugen, nach weiteren Knochen zu suchen. In der Nähe der Parkers findet er einen Zahn. Er ist leicht verliebt in Rose und diese kann ihn überzeugen, dass die Knochen von einem Friedhof weiter oben in den Bergen stammen. Sie führt in zu dem angeblichen Platz und verführt ihn dort. Während die beiden Sex haben, wird der Deputy vom Vater ermordet. Im Anschluss findet Frank weitere Knochen der früheren Opfer der Familie, die durch die Regenfälle ins Tal gespült werden.
Der Arzt entdeckt schließlich, das er bei Emma Parker fälschlicherweise Parkinson diagnostiziert hat, es sich aber tatsächlich um Kuru handelt, eine seltene, tödliche Nervenkrankheit, die durch Kannibalismus ausgelöst wird. Er macht sich auf den Weg zu den Parkers, um den Vater mit seinen Erkenntnissen zu konfrontieren.
In der Zwischenzeit planen die Töchter mit Rory zu verschwinden. Frank bereitet das Essen zu und vergiftet die Speisen, um einen Erweiterten Suizid zu begehen. Rose findet jedoch das Gift. Beim Abendessen verhindert sie, das Rory das vergiftete Essen verzehrt, als Doc Borrows in das Haus eindringt. Es kommt zu einem Kampf, bei dem sich Iris vor den Arzt wirft, als der Vater auf ihn schießt. Es gelingt den beiden Töchtern schließlich Rory zu ihrer Nachbarin zu bringen. Der Vater schlägt den Arzt mit einer Bratpfanne ko und tötet anschließend auch seine Nachbarin. Dann will er seine Kinder dazu zwingen, das vergiftete Essen zu probieren. Die beiden Töchter stürzen sich jedoch auf den Vater und beißen ihn und reißen mit den Zähnen das Fleisch von seinen Knochen, bis er tot ist. Am darauffolgenden Morgen verlassen sie die Stadt mit dem Tagebuch ihrer Vorfahren.

## Hintergrund
Ursprünglich wollte Regisseur Jim Mickle kein Remake des Films Wir sind was wir sind von Jorge Michel Grau drehen, da er US-amerikanischen Remakes ausländischer Filme nicht mochte. Er beriet sich jedoch mit Grau und kam zum Entschluss, seine eigene Version des Films zu drehen. Vorbilder hierfür waren Funny Games U.S., diverse Remakes japanischer Horrorfilme sowie von der Thematik her Martha Marcy May Marlene. Er änderte die Geschlechterrollen im Film und beschloss außerdem den Film realistischer und düsterer zu gestalten, eher wie ein Filmdrama statt eines Horrorfilms. Auch setzte er weniger auf Backwoods-Horror und Jump-Scares, sondern mehr auf eine eher langsame, dafür atmosphärische Herangehensweise mit langen Einstellungen ohne Schnitte.
Das Drehbuch schrieb er zusammen mit Nick Damici und beendete es im Januar 2012. bereits im Mai 2012 begannen die Dreharbeiten, die im Juli 2021 abgeschlossen waren. Der Film wurde in Margaretville im Bundesstaat New York gedreht.

## Veröffentlichung
Der Film hatte seine Premiere auf dem Sundance Film Festival 2013 und wurde im gleichen Jahr auch auf den Internationalen Filmfestspielen von Cannes sowie dem Sitges Festival Internacional de Cinema Fantàstic de Catalunya gezeigt. Er gewann vier Preise auf dem Toronto After Dark Film Festival, darunter bester Horrorfilm.
In Deutschland wurde der Film am 24. Januar 2014 von Koch Films auf Blu-ray Disc und DVD veröffentlicht. Er erschien außerdem auch als Heftbeilage 2014 von Audio Video Foto Bild und 2015 von Computer Bild. 2015 hatte der Film außerdem seine Free-TV-Premiere auf Tele 5.

## Kritiken
Der Film wurde im Allgemeinen als gut bewertet. So schrieb Peter Sobczynski auf rogerebert.com der Film sei „intelligent konzipiert, wunderschön ausgeführt und mit überraschend überzeugenden Darbietungen auf der ganzen Linie“ ausgestattet. Er wäre außerdem sowohl für das Programmkino als auch das Grindhouse geeignet. das Lexikon des internationalen Films schreibt: „Gut gespieltes, atmosphärisch dichtes US-Remake eines mexikanischen Horrorfilms, das die unterschwellige Gesellschaftskritik des Originals beibehält.“